# San Fernando (La Union)
San Fernando ist die Hauptstadt der Provinz La Union sowie der Verwaltungssitz des Bezirks I (Ilocos-Region) auf den Philippinen.
Sie liegt etwa 220 km nördlich von Manila an der Westküste Luzons am Südchinesischen Meer.
Die große Mehrheit der Bevölkerung sind Christen.

## Geschichte
Die ersten Siedlungen an diesem Ort soll es bereits vor der frühen Ming-Dynastie gegeben haben. Bei archäologischen Ausgrabungen wurden Porzellan, Perlen und andere Objekte gefunden, die darauf hinweisen, dass in früherer Zeit ein reger Handel mit China und dem mittleren Osten stattfand.
1850 wurde Pindangan in San Fernando umbenannt und gleichzeitig zur neuen Hauptstadt der Provinz La Union. Wie in anderen Teilen der Region kam es auch hier Ende des 19. Jahrhunderts zu Aufständen gegen die Spanier.
Ab 1898 gehörte San Fernando zu den Vereinigten Staaten, da die Spanier nach dem Spanisch-Amerikanischen Krieg die Philippinen abtreten mussten. Am 8. Dezember 1941 bombardierten die Japaner die Stadt und diese wurde dann drei Jahre lang von ihnen besetzt. Am 22. September 1944 überflogen US-amerikanische Flugzeuge erstmals die Stadt, die dann im Jahr darauf von den japanischen Besatzern befreit werden konnte. San Fernando wurde 1998 zur Stadt ernannt.
San Fernando ist Sitz des römisch-katholischen Bistums San Fernando de La Union, das am 19. Januar 1970 durch Papst Paul VI. errichtet wurde und die Provinz La Union umfasst.

## Barangays
San Fernando ist aufgeteilt in folgende 59 Barangays (Stadtteile):
| - Abut - Apaleng - Bacsil - Bangbangolan - Bangcusay - Barangay I - Barangay II - Barangay III - Barangay IV - Baraoas - Bato - Biday - Birunget - Bungro - Cabaroan - Cabarsican - Cadaclan - Calabugao - Camansi - Canaoay | - Carlatan - Catbangen - Dallangayan Este - Dallangayan Oeste - Dalumpinas Este - Dalumpinas Oeste - Ilocanos Norte - Ilocanos Sur - Langcuas - Lingsat - Madayegdeg - Mameltac - Masicong - Nagyubuyuban - Namtutan - Narra Este - Narra Oeste - Pacpaco - Pagdalagan - Pagdaraoan | - Pagudpud - Pao Norte - Pao Sur - Parian - Pias - Poro - Puspus - Sacyud - Sagayad - San Agustin - San Francisco - San Vicente - Santiago Norte - Santiago Sur - Saoay - Sevilla - Siboan-Otong - Tanqui - Tanquigan |

## In San Fernando geboren
- Lucrecia Kasilag (1917–2008), Komponistin
- Daniel Dingel (1928–2010), Tüftler und Erfinder
- Rafael Buenaventura (1938–2006), Bankier und von 1999 bis 2005 Gouverneur der philippinischen Zentralbank